# Ordine militare del Trifoglio di ferro
L'ordine militare del Trifoglio di ferro è stata un'onorificenza concessa dallo Stato Indipendente di Croazia, come Regno di Croazia prima (1941-1943) e poi come Stato Indipendente di Croazia (1943-1945).

## Storia
La decorazione venne istituita il 27 aprile 1941 da Ante Pavelić (formalmente primo ministro della Croazia e capo del governo ustasha), per conto del sovrano formale Tomislavo II, come la più alta onorificenza militare della Croazia. L'Ordine venne concesso per particolari e rilevanti atti di guerra compiuti direttamente dall'insignito.

## Gradi
L'Ordine disponeva delle seguenti classi:
- Croce di I classe con corona di quercia (solo un insignito, Ante Pavelić)
- Croce di I classe (sette insigniti)
- Croce di II classe con corona di quercia (cinque insigniti)
- Croce di II classe (dodici insigniti)
- Croce di III classe con corona di quercia (cinquanta insigniti)
- Croce di III classe (sessanta insigniti)
- Croce di IV classe con corona di quercia (286 insigniti)
- Croce di IV classe (577 insigniti).

Lo statuto dell'Ordine prevedeva inoltre che per i gradi uguali e superiori a quello della croce di II classe fosse concesso il titolo nobiliare ereditario di "Vitez" (cavaliere). Per meriti eccezionali erano conferite in aggiunta ad ogni classe l'insegna della corona di quercia.

## Insegne
- La medaglia consiste in una croce croata (con tre braccia a coda di rondine ed una normale) in ferro. Sul diritto si trova una croce latina in argento al centro della quale, in un medaglione, è raffigurato a smalti lo stemma della Croazia. Sul retro la medaglia riportava in argento delle scritte: sul braccio superiore la data "10. IV." (10 aprile) e sul braccio inferiore la data "1941" (proclamazione dello stato indipendente croato). Nelle due braccia centrali stava l'iscrizione "ZA DOM SPREMNI". La medaglia poteva essere concessa con una corona d'alloro per meriti particolari conseguiti al fronte.
- Il nastro è rosso bordato di bianco.

## Insigniti notabili
- Ante Pavelić, croce di I classe con corona di quercia (unico insignito)
- Slavko Kvaternik, croce di I classe
- Rafael Boban, croce di I classe
- Arthur Phleps, croce di I classe